# فريد حسين ياغي
فريد حسين ياغي أو فريد ياغي ، كاتب وشاعر سوري من مواليد 1991 درس ادارة الاعمال في الجامعة السورية، شارك في عدد من المساباقت الثقافية والأدبية وفاز بعدد منها أهمها جائزة الشارقة للابداع العربي، كما انه عمل مقدما لبعض البرامج التلفزيونية مثل برنامج «وهج المعرفة» على قناة التربوية السورية، ، بدأ كتابة الشعر في المرحلة الإعدادية وشارك في عدد من المهرجانات والفعاليات الشعرية والأدبية في سوريا والوطن العربي ثم في أمير الشعراء في دورته الخامسة، من أشهر قصائده  ، من أشهر قصائده قصيدة رباعيات الخيام والتي مطلعها: وراءَ الغيبِ أنغامٌ تحاولُ بعدُ أنْ تحيا، وتمنحُ ثقبَ قلبِ النَّاي وحياً

## مشاركاته
- شارك في الدورة الخامسة من أمير الشعراء حيث تم خروجه بعد مرحلة الأربعين [1]
- شارك في الدورة السابعة عشر لجائزة الشارقة للإبداع العربي للشعر عن ديوانه (العائدون إلى المنافي
- شارك في العديد من الأمسيات والمهرجانات في سوريا والإمارات ولبنان

## أعماله
الشعر 
- من ملامح جرح مراهق مجموعة شعرية
- العائدون إلى المنافي إصدار الشارقة
- كي لا نكون والتي لم تطبع بعد

أعمال أخرى
- حياة الحلاج - مسرحية
- المتفرد بتمزيق الرحيق - مجموعة قصص
- العشبة الزرقاء - (سرد)

## الجوائز
- 2014: جائزة الشارقة للإبداع العربي قسم الشعر عن مجموعته «العائدون إلى المنافي»،

## روابط خارجية
- ياسر الياغي - موقع alqasidah.com
- قصيدة رباعيات الخيام - موقع الرافد